# 盛岡藩
盛岡藩（もりおかはん）は、陸奥国北部（明治以降の陸中国および陸奥国東部）、現在の岩手県中部を地盤に青森県東部から秋田県北東部にかけての地域を治めた藩。藩主が南部氏だったため南部藩とも呼ばれる。
居城は盛岡城（陸中国岩手郡、現在の岩手県盛岡市）である。家格は外様大名で、石高は長らく表高10万石であったが、内高はこれより大きく、幕末に表高20万石に高直しされた。
同じ南部氏領の八戸藩、支藩の七戸藩（盛岡新田藩）があるが、八戸藩の詳細を除き、ここにまとめて記述する。

## 歴史
甲斐国（現在の山梨県）に栄えた甲斐源氏の流れを汲んだ南部氏の始祖・南部光行が、平泉の奥州藤原氏征討の功で現在の青森県八戸市に上陸し、現在の南部町相内地区に宿をとった。その後、奥州南部家の最初の城である平良崎城（現在の南部町立南部中学校旧校舎跡地）を築いた。後に現在の青森県三戸町に三戸城を築城し移転している（現在、城跡は城山公園となっている）。
南部氏は、相馬氏、相良氏、宗氏、島津氏と並び、鎌倉時代以来、明治まで、700年近くにわたり同一の国・地域を治め続けた、世界でも稀有な領主である。
ちなみに、盛岡市の市章は「違菱（たがいびし）」と呼ばれ、南部氏の家紋「向鶴（むかいづる）」にあしらわれた鶴と、甲斐源氏を出自とすることの表れである元来の家紋「菱」を連想させるものである。現在の市章が使われるようになった経緯は明らかでないが、菱を重ねた紋は、少なくとも江戸時代には既に南部家で使われていたものと言われている。

### 安土桃山時代
天正18年（1590年）7月、「南部家中興の祖」とも呼ばれる南部家第26代南部信直（初代盛岡藩主・南部利直の父）が豊臣秀吉の小田原征伐に参陣しそのまま奥州仕置に従軍中、秀吉から宇都宮において7月27日付で南部の所領の内7ヶ郡（糠部郡、閉伊郡、鹿角郡、久慈郡、岩手郡、志和郡、そして遠野保）についての覚書の朱印状を得ることによって、豊臣大名として公認された。このときに秀吉との間をとりもったのが前田利家であり、南部家はこの恩を忘れぬようにと以降の歴代当主の名前には「利」をつけるようになる。
さらに、翌天正19年（1591年）九戸政実の乱の後本拠を、三戸城から九戸城（のち「福岡城」と改める。現在の二戸市福岡に当たる。）に移したが、津軽為信に安堵されたことで失領した津軽3ヶ郡（平賀郡、鼻和郡、田舎郡）の代替地として和賀郡、稗貫郡の2ヶ郡が加増され、9ヶ郡におよぶ版図が確立し、このとき安堵された9ヶ郡は、現在の岩手県、青森県・秋田県の3県にまたがっており、蒲生氏郷や浅野長政より九戸では北辺に過ぎるとの助言を受け不来方の地を本拠とすべく、仮住まいの郡山城（現在の岩手県紫波町日詰高水寺）を経て、文禄元年（1592年）、盛岡城を中心とした城下町の建設を始めた。

### 江戸時代
- 江戸時代の250年間に76回もの飢饉があった。また、 盛岡・八戸両藩で発生した百姓一揆は132回を数えた（共に詳細は後述）。
- 慶長 5年（1600年）、関ヶ原の戦いで覇権を確立した徳川家康からもそのまま所領が安堵され、表高（軍役高）10万石の大名として認められた。
- 元和 3年（1617年）3月、盛岡藩主・南部利直、八戸氏（根城南部氏）から下北の支配権を接収。
- 元和 8年（1622年）、金山師の丹波弥十郎が、朴木金山を大判6,500枚もの運上金で採掘を請け負い話題となる。
- 寛永 4年（1627年）3月、阿曽沼氏の旧領だった遠野地区が陸奥仙台藩との領境を接する防御上の用地であったため、藩主・利直は南部本家筋にあたる八戸直栄（直義）を八戸根城から遠野横田城へ陸奥国代として転封させて、中世以来の八戸の根城南部氏から、遠野南部氏となった。
- 寛永10年（1633年）3月、盛岡へ黒田騒動で筑前福岡藩家老・栗山利章が南部家御預りとなる。この年、盛岡城が度重なる水害を経ておよそ40年の歳月を掛けて完成し、盛岡は正式な南部氏の城下町となった。

城から仰ぐ岩手山・早池峰山・姫神山の「南部三山」に大権現を勧請し、城を中心として、上級武士（高知）を住まわせ、その周りに町人を、さらにそれらを、取り囲むように一般の侍町をつづけ、市中の平均した発展を図るために「五の字割」と呼ばれる町割りを行い、周辺の村々に通じる城下はずれの街道沿いには、警護の必要から足軽（同心）を住まわせた。さらに城下北東の山麓には、防護上の配慮から、城の真北に祖霊を祀る「大光山聖壽禅寺（臨済宗妙心寺派）」を建立した。京都にならって、北部丘陵を「北山」と呼んで領内の寺社を集め、大寶山東禅寺（臨済宗）、擁護山無量院教浄寺（時宗）、瑞鳩峰山報恩寺（曹洞宗）、大智山法泉寺（臨済宗）と合わせ特に「盛岡五山（盛岡五ヶ寺、北山五山）」と定め、東には盛岡八幡宮、盛岡天満宮、住吉神社などの神社を配した。
- 寛永11年（1634年）8月、糠部郡が北、三戸、二戸、九戸の4ヶ郡に分割されて、徳川家光により、領内10郡10万石の領知判物拝領。
- 寛永12年（1635年）3月、朝鮮通信使を巡る柳川一件で対馬府中藩（長崎県対馬市）から、当時の有識者である規伯玄方（「方長老」と呼ばれた）が、遠く九州からお預けの身となったが、当時の藩主は茶の湯や漢文を始めとする文化の師として厚遇し、京や西国、大陸の文化を取り入れることに成功した。また、これが地場工芸の南部鉄器や作庭、後世の菓子創作などに影響し、盛岡における芸術文化の土壌を生み出したと考えられている。このころ、藩主は「蛭子屋三衛門」（現・小野染彩所）を御用染司として京都から招いた。

物流は北上川舟運による輸送が主流であり、仙台藩の石巻を経由して江戸・上方と結ばれていたが、西には鹿角街道（流霞道）があり、遠国との海運を果たす重要ルートであった。盛岡藩は砂金、紫紺、良馬の産地であり、城下には大店が並び上方からの下り物取引があって、飢饉の頻発した農村と比べれば経済的には豊かであった。時に町人の生活は華美になり、過度に山車の壮麗さを競う風潮も生まれ、奢移品を禁ずる法令もが出されたという。それは開府に先立って招聘した近江商人をはじめとする「領外商人」進出による影響が大きい。うち有力な者は現在の滋賀県高島市大溝周辺から進出した村井氏・小野氏ほか一族で、現在の大阪府から「平野杜氏」を招き、清酒醸造の技術を盛岡の南郊「志和」に伝えた。この技術を今に伝えるのが、「南部杜氏」である。城下には近江商人のほか、山城（京都府）・大坂（大阪府）・伊勢（三重県）・美濃（岐阜県）・常陸（茨城県）・富山など主に西日本から多くの商人が定住し、後にその末裔は後世に企業や銀行の創設に関わるなど、盛岡の文化・経済を大きく動かすこととなる。
殊に京都（京）からの移住者は城下の要地に集住し、ここは「京町」（現在の本町通）と呼ばれのちには勧業銀行が置かれるなど、近代まで盛岡の主要な商店街であった。また上方（関西地方）出身の武士が集まって住んだ町は「上衆小路」と呼ばれ、仙北町（秋田県仙北市からの移住者が集住）、津軽町（青森県津軽地方からの移住者が集住、現在の津志田）のほか、「岩手町・久慈町」（現在の材木町）など、領内各地からの移住者による町も生まれた。
- 万治 2年（1659年）、茶道に造詣の深い第2代藩主・南部重直は、甲斐から鋳物師の「鈴木縫殿（ぬいと）家綱」（現・鈴木盛久工房）を、京都より釜師「小泉仁左衛門五郎七」（現・御釜屋）を召抱え、領内の良質な砂鉄を元に鉄瓶の製作を進めた。以後、南部釜と称される南部鉄器の本格的な生産が開始される。
- 寛文 4年（1664年）9月、第3代藩主の南部重直が、江戸幕府第4代将軍・徳川家綱に後継者選定と家の存続を事前に願って江戸で死去した。

重直の将軍への願いを知らされていなかったためか、国元は相続人と家の存続を巡って一時不穏となる。同年12月、家綱は裁定して、2万石減封した上で盛岡8万石を異母弟の七戸重信に与えて家を継がせ、重直・重信双方の異母弟の中里直好に八戸2万石を新規に与えて家を興させ、事実上の分割相続を行った。
- 天和 3年（1683年）、重信は新田開発高を幕府に届け出て高直しを願い出たが、領内各村に一定の割合を乗じて算出した増加分で盛岡藩の領地域はそのままで10万石に復した。
- 元禄 7年（1694年）、第5代藩主・南部行信は弟の南部政信（麹町候）に5,000石、同じく南部勝信（三田候）に3,000石を分知して、それぞれを旗本として出仕させる。
- 元禄16年（1703年）、越前国金剛院の僧「空念」の推挙により、南に「南部の繁昌」を願い、徳ケ森を南昌山と改名した。
- 文化 5年（1808年）には、第11代藩主・南部利敬は蝦夷地警備の功により、幕府によって領地加増を伴わない20万石への高直し（文化の高直り[3]）が行われる。これ以降藩主は従四位下「盛岡侍従」の官位を名乗ることとなる。

石高が上がり藩の格式は高くなったものの、実収入の増加が全く伴わない上、藩主主導の放漫経営や散財、無理に高くした格式に見合った参勤交代や蝦夷地（現在の北海道）警衛など、より多くの兵力準備と動員を義務づけられ、負担が倍増する事態を招いた。以後、盛岡藩の財政は新渡戸傳（新渡戸稲造の曽祖父）によって立ち直されるまで慢性的な赤字体質となり、破綻寸前まで追い詰められる。
- 文化14年（1817年）、城主大名から准国主をとびこえて「国持大名」に準じたことを記念し、以後領国を「南部」から「盛岡」へ改めるよう通達した[4]。これにより、城下町盛岡と領国名とが同一となった（明治以降に出版された本の中には、領分の改名をもって藩名が南部藩から盛岡藩に改名されたと解釈するものもあるが[5]、江戸幕府はこれ以降も領分名として「南部」を使い続けており、本通達が有効なのは所領内のみである。藩が制度化した慶応4年の政体書公布以降も明治政府はしばらく「南部藩」の呼称を使い続けており、「盛岡藩」に一本化されるのは藩庁所在地をもって藩名とする原則が浸透した明治元年末以降である）。
- 文政 2年（1819年）、盛岡藩から新田分5,000石を支給されていた分知旗本家（当時の当主・南部信誉）に新たに6,000石を支給し、支藩の七戸藩（別名：盛岡新田藩）を立てる（ただし、盛岡藩から蔵米を支給され、実体領を持たない大名で、七戸に藩の政庁を置くのは明治維新後の明治2年（1869年）のことである）。

この時期の商業として特筆されるのは、創始を元和年間に遡る「菊の司」（現・菊の司酒造）以下、明和4年（1767年）に醸造業「近江屋」（現・平金商店）、文化13年（1816年）に荒物商「茣蓙九」（現・茣蓙九森九商店）、安政4年（1857年）に薬種商「村源」、慶応2年（1866年）鉈屋町に興された木綿商が「川徳呉服店」（現・川徳）として発展するなど、形態を変えながらも、藩政時代創業の商家が現在にまで存続している例が多いことである。
- 文政 4年（1821年）4月、相馬大作事件が起こる。この南部藩を窮地に追い込むテロ事件は、250年前に津軽氏（弘前藩主）が南部氏から独立したことを発端としたとされ、南部氏やその家臣の津軽氏に対する遺恨の深さを示すものである。藩は窮地に立たされるが、一部の江戸市民や浪人は「文政の大石内蔵助」「赤穂義士の再来」と騒ぎ立てた[6]。水戸藩の藤田東湖も『下斗米将真伝』を著したほか、のちに歌舞伎の演目にもなり初代市川右團次が、相馬大作を演じた。
- 一方では、弘前藩と同じく山鹿素行の子孫を重臣に登用した平戸藩主・松浦静山は、素行の教えに「仇討ちは、天下の大道にて目のある場（衆人環視）で討ち果たすが手柄と云うべし。放し（自由に行動できること）の敵が家中に居るを、人知れず踏み込むは悪しき下策なり。是れ夜盗と大差なし」[7]とあるを根拠に、元禄赤穂事件を「武士にあるまじき愚挙」と批判したうえで「大石内蔵助の再来」とも称された相馬大作事件をも「児戯に類すとも云べし」と酷評し、「弘前候の厄、聞くも憂うるばかり也」と寧親に同情を寄せている[8]。

なお、相馬大作の斬首で使用された刀「延寿國時」（南北朝時代の作）は、青森県弘前市指定文化財として市内に現存する。
- 天保11年（1840年）、「順正書院」を設けたことで知られる蘭方医の新宮涼庭が京都から来盛、御稽古場を基に藩校「明義堂」設立。八角高遠（後に明義堂教授）がオランダ医学を学ぶため上京。
- 嘉永 2年（1849年）、元禄、宝暦、天明、天保の飢饉供養のため、祗陀寺14世・天然和尚により、宗龍寺に「五智如来・十六羅漢」（現・らかん公園）が完成。
- 安政 4年（1857年）、第14代藩主・南部利剛に水戸藩主・徳川斉昭の三女・明子姫が輿入れした。在任中に戊辰戦争が勃発、藩論は勤王であったが仙台藩の圧力に屈服し、津軽藩や出羽秋田藩に乱入して敗退している。この際幕府方として奥羽越列藩同盟に加わったことにより、後にその責任を問われることとなった。
- 文久 3年（1863年）、八角高遠・大島高任により洋学校「日新堂」設立。
- 慶応元年（1865年）、明義堂を拡充し「作人館」へ改称（後の盛岡市立仁王小学校）。
- 慶応 3年（1867年）10月、大政奉還。12月、王政復古の大号令。
- 明治元年（1868年）、旧幕府方であったとして陸奥白石藩13万石に減封。
- 半年後、70万両を支払う約束で旧領盛岡に復帰。ただし、この70万両は支払不可能であり、のちに減免されている[注釈 1]。

- 明治3年（1870年）5月、廃藩置県の布告を待たず、借金返済が不可能になったことを理由に、他藩に先駆けて廃藩置県を願い出て受理され、藩は廃止された。同年7月10日、盛岡県設立。

### 明治維新
明治元年（1868年）の明治維新と戊辰戦争に際して、藩内は新政府方・旧幕府方で意見が対立していたが、最終的に楢山佐渡が藩論を奥羽越列藩同盟への参加継続で一致させ、途中から新政府側についた久保田藩に攻め込んだ（秋田戦争）。開戦直後に大館城を制圧したが、その後新政府側による大量の補給物資が久保田藩に到着すると戦況は一変し、多くの戦闘を繰り返しながら元の藩境まで押し返されてしまう。盛岡藩領内へ戻った楢山佐渡以下の秋田侵攻軍は、留守中に藩を掌握した新政府側勢力によって捕縛され、盛岡藩は新政府側へと翻意しはじめた。
なお、遠野南部家は藩の大評定の際強硬に新政府側につくことを主張し、八戸藩は藩主・南部信順が薩摩藩主・島津重豪からの養子であり、ともに秋田戦争に参戦しなかった。
以下日付は全て旧暦。
- 明治元年（1868年）
9月24日 盛岡藩、新政府軍に全面降伏。
10月10日 盛岡藩の帰順嘆願が受理される。同日、新政府軍が盛岡城に入城する。
10月14日 奥羽鎮撫総督府から沢宣種が入城、戦後処置を行う。
11月11日 東征大総督府の命を受けた監察使、藤川能登（藤川三渓）が入城。南部利剛、利恭の東京への護送、楢山佐渡・江幡五郎・佐々木直作ら首謀者の捕縛といった処分を執り行う。
11月14日 奥羽鎮撫総督府の行政機関となる、久保田藩兵を中心とした鎮撫行政司庁の管理下となる。
12月7日 南部利剛は奥羽越列藩同盟に加わったかどで隠居差控を命じられ、盛岡藩領20万石を明治政府直轄地として没収。
12月17日 南部家第41代当主・南部利恭が家名相続許されて、白石への減転封を課せられる。（白石藩）
12月23日 「諸藩取締奥羽各県当分御規則」により盛岡藩領は松代藩、松本藩、弘前藩の取締下となる。
- 明治2年（1869年）
1月15日 新政府の会計官権判事、林友幸が領地引渡し準備のため盛岡に着任。鎮撫行政司を解散し久保田藩兵らを帰国させる。
2月8日 弘前藩の支配を嫌う二戸、三戸、九戸郡領民の反対運動が激しく、取締が同藩から黒羽藩へと変更される。
3月4日 東政図の献策により、白石藩主であった南部利恭により版籍奉還の建白書が正親町三条実愛に提出される。
4月24日 盛岡藩から松代、松本、黒羽の各藩から赴任した権知県事に土地、人民、諸帳簿の類を引き渡す。以後松代藩取締地を盛岡県（第一次）、松本藩取締地を花巻県、黒羽藩取締地を三戸県と称する。（黒羽藩取締地においては北奥県の名称は用いられなかった。）
5月3日 松代藩取締地において「盛岡県御役所」が開庁する。
5月20日 目付や近習頭といった旧来の職制を廃し、藩政機構を一新する。
6月17日 南部利恭が白石藩知事に任命される。
6月23日 楢山佐渡、盛岡・報恩寺において刎首。
7月22日 南部利恭の旧領盛岡への復帰が認められる。盛岡県（第一次）が廃県し盛岡藩（府藩県三治制）となる。
8月7日 旧領内において九戸県、江刺県が設置される。取締各藩より新県へ支配地を移管。
8月10日 南部利恭が盛岡藩知事に任命される。
9月13日 九戸県が八戸県（第一次）へ名称変更する。
9月19日 八戸県が三戸県へ名称を再度変更する。
10月8日 東政図が大参事に、野田親孝が権大参事に任命される。
10月10日 盛岡県から盛岡藩への事務引継ぎが行われ、盛岡城内に正式に藩庁を設置。領域は岩手郡、紫波郡、稗貫郡（八戸藩支配地を除く）、和賀郡の一部からなる13万石。
10月19日 白石城に残っていた盛岡藩の役人から、後任の県知事の武井守正に事務引き継ぎがなされる。
11月3日 三戸県の内3万石をもって、会津松平氏の家名存続を目的とした斗南藩が立藩。
11月29日 三戸県が江刺県に編入される。
- 明治3年（1870年）
7月10日 財政難により、南部利恭が廃藩置県の断行と藩知事の辞任を願い出ていたものが許可される。盛岡藩は廃藩し盛岡県（第二次）が設置される。
7月12日 東政図、野田親孝が盛岡県大参事に任命される。
- 明治4年（1871年）
7月14日 廃藩置県により八戸藩が八戸県となる。江刺県管理下の九戸郡が八戸県となる。
11月2日 第一次府県統合。江刺県および八戸県の九戸郡、紫波郡内の八戸県管理地を編入した新置の盛岡県となる（第三次）。江刺県の内、旧領の鹿角郡は秋田県に編入。新たに島惟精が盛岡県参事に、野田親孝が県権参事に任命される。
12月4日 盛岡城が兵部省の管轄になったため、県庁を広小路の元南部邸に置く。
- 明治5年（1872年）
1月8日 盛岡県を岩手県と改称する。

- 明治9年（1876年）、青森県に編入されていた二戸郡と旧仙台藩領の磐井郡、胆沢郡、江刺郡、気仙郡を編入し、現在に至る。

戊辰戦争の戦後処理として、途中から新政府側に参加した久保田藩、津軽藩が論功行賞を受ける一方で、転封を命じられたのは、盛岡藩と出羽会津藩、出羽庄内藩、それに近江朝日山藩に5万石で移された出羽山形藩などがあり、減封を命じられたのは、明治元年12月7日、仙台藩は62万石から28万石に、米沢藩は4万石を削減され14万7,000石などがあった。

#### 白石藩
利恭は明治政府が仙台藩から没収した所領の一部、白石13万石（刈田郡・柴田郡・伊具郡・亘理郡および宇多郡の一部）への減転封を命じられた。明治2年（1869年）4月、旧城主片倉氏から白石城が南部氏側に引き渡され、6月17日の版籍奉還にともない白石藩知事に任命されたが、その間も重臣たちが中心となって国替停止と盛岡城地安堵の運動が続けられ、領民たちも政府に対して藩主・利恭の盛岡復帰請願を続けた。その結果7月22日に上納金70万両の献納を条件に盛岡復帰が認められ、（実際は一部を納めたのみで、のちに撤回される）、8月10日に利恭は盛岡藩知事を拝命し、陸中四郡（岩手郡・紫波郡・稗貫郡・和賀郡の一部）13万石を管轄した。
白石藩領はその後政府直轄の白石県となり、10月に南部氏から後任の県知事に引き継がれた後、11月県庁を角田城に移し角田県となる。

#### 廃藩
念願の盛岡復帰を果たした南部家とその家臣たちであったが、その条件として課せられた70万両もの大金は明らかに献納不能なものであった。また凶作で税収が見込めない中、前藩主・南部利剛の娘の郁子が華頂宮博経親王に嫁ぐことになり多額の出費を余儀なくされるなど、藩財政は完全に破綻していた。藩を取り仕切っていた大参事の東政図は、この状況を切り抜けるには南部利恭の藩知事辞任と廃藩置県を実行する他にないと考え新政府に嘆願していた。明治3年（1870年）4月、70万両の献納は撤回されたものの、他藩への影響などを考慮して藩知事の辞任は許可されずにいた。しかし藩の再三の嘆願を受けた新政府により明治3年7月10日、盛岡藩を廃して盛岡県が設置された。
盛岡県は明治5年（1872年）1月8日に岩手県と改称され、後に江刺県と磐井県の一部を編入し現在に至る。盛岡県成立時の領地は陸中国岩手郡、稗貫郡および紫波郡、和賀郡の一部のみであり、旧領のうち陸奥国北郡、二戸郡および三戸郡の一部と陸中国鹿角郡および九戸郡の一部は三戸県に（三戸県の大部分は後に江刺県に、鹿角郡は秋田県にそれぞれ編入された）、陸中国閉伊郡および和賀郡の一部は江刺県に、岩代国伊達郡の一部は福島県にそれぞれ移管されていた。
盛岡城の城郭は明治元年（1868年）に新政府に接収され、当初は廃城令の存城とされたものの、建物の老朽化が著しく、明治7年（1874年）に廃城となり、建造物はことごとく破却、民間に払い下げられた。現在、盛岡城の地上建造物が残されていないのはこのためである。

## 歴代藩主
- 初代 南部信濃守利直（としなお）
- 2代 南部山城守重直（しげなお）
- 3代 南部大膳大夫重信（しげのぶ）
- 4代 南部信濃守行信（ゆきのぶ）
- 5代 南部備後守信恩（のぶおき）
- 6代 南部大膳亮利幹（としもと）
- 7代 南部大膳大夫利視（としみ）
- 8代 南部大膳大夫利雄（としかつ）
- 9代 南部大膳大夫利正（としまさ）
- 10代 南部大膳大夫利敬（としたか）
- 11代 (1)南部吉次郎利用（としもち）
- 11代 (2)南部大膳大夫利用（としもち、吉次郎利用が将軍家初見前に死んだため身代わりで襲封した）
- 12代 南部信濃守利済（としただ）
- 13代 南部甲斐守利義（としとも）、藩主時代は信候（のぶとも）と称していたが、隠居後の利義が有名。
- 14代 南部美濃守利剛（としひさ）
- 15代 南部甲斐守利恭（としゆき）

## 藩の職制
藩の行政組織は10万石の軍役組織によるもので、中央の職制は幕府を模倣し、藩主の下に家老のほか諸役を置いた。

### 家老・加判役
藩行政の最高機関であり、常時は数人の家老の合議制によって大綱が決定された。日常中丸に登城して庶務を決議し、連署に応ずる。

#### 御席詰
藩主の常勤する御用の間に出仕する、家格が高く、家老の経験を積んだ老練な人が選任される。

#### 御大老
筆頭家老であった。

### 北地御用所
北方警備の監督部署であった。分轄された蝦夷地の警備・下北半島から釜石浦に至る海岸の防備についての費用調達、動員計画、陣屋説定、配備計画などを行う。

### 御用人所
城内中丸の御用人所に常勤し、その庶務を執る。

### 目付所
御目付所は司法、検察等、主として治安方面を総轄し、その大目付は高知格についても検察の権があり、常時二人とされた。勘定所、寺社町奉行とともに公示三役と称されて、広汎に亘っていた。
御目付所の所管には、寺社町奉行、表目付、牛馬目付、武具奉行、御境奉行などがあり、監査・検察を要するものは、目付所の管轄に置かれている。

### 勘定所
城内に設置されてあった出納事務所で、目付所、寺社町奉行とともに公示三役と称された職掌であった。御郡支配方、御代官方、御支配方、山林方、御土蔵方の七つの分掌となって、領内の地方行政に関わっていた。

## 家臣団構成
盛岡藩士の家系を調べる際の必須の書とされている『参考諸家系図』が岩手県立図書館に架蔵されており、復刻版も出版されている。

### 格と職
家格として、高知（たかち）・高家・本番組・加番組・新番組などが決められていた。高知衆は後期には細分化したほか、藩主一族のための身分も設けられている。
また1,000石以上が高知衆に対し、1,000石以下は平士と呼ばれた。
|            | 天保15年（1844年） | 天保15年（1844年） | 明治元年（1868年） | 明治元年（1868年） | 明治2年      |
| 高 知      | 御家門             | 3 家               | 御家門             | 2 家               | 上 士        |
| 高 知      | 高 知              | 28 家              | 御三家             | 3 家               | 上 士        |
| 高 知      | 高 知              | 28 家              | 着座高知           | 7 家               | 上 士        |
| 高 知      | 高 知              | 28 家              | 高 知              | 20 家              | 上 士        |
| 高 家      | 御新丸御番頭       | 21 家              | 御新丸御番頭       | 19 家              | 中 士        |
| 本番組     | 平士 100石以上     | 平士 100石以上     | 平士 150石以上     | 平士 150石以上     | 中 士        |
| 加番組     | 平士 50石以上      | 平士 50石以上      | 平士 50石以上      | 平士 50石以上      | 下 士        |
| 新番組     | 平士 50石以下      | 平士 50石以下      | 平士 50石以下      | 平士 50石以下      | 下 士        |
|            | 一生御給人         | 一生御給人         | 一生御給人         | 一生御給人         | 下 士        |
| 勤中御給人 | 勤中御給人         | 勤中御給人         | 勤中御給人         |                    | 下 士        |
| 御医師茶道 | 100石以上御医師    | 100石以上御医師    | 100石以上御医師    | 100石以上御医師    | 中 士        |
| 御医師茶道 | 100石以下御医師    | 100石以下御医師    | 100石以下御医師    | 100石以下御医師    | 下 士        |
| 御医師茶道 | 御茶道             | 御茶道             | 御茶道             | 御茶道             | 下 士        |
| 在々御給人 | 在々御給人         | 在々御給人         | 在々御給人         | 在々御給人         | 平民のち士族 |
| その他     | 御同朋から御同心   | 御同朋から御同心   | 御同朋から御同心   | 御同朋から御同心   | 卒 族        |
| その他     | 在々御与力・御同心 | 在々御与力・御同心 | 在々御与力・御同心 | 在々御与力・御同心 | 卒 族        |

「天保十五年御国住居緒士」「明治二年身帯帳」

### 家臣在郷制
通常の武士身分で在郷している御給人制があり、また、陪臣は在郷のものが多い。

#### 在々御給人
代官の下に下役以下各種奉行その他の役職を務めさせるため「御給人」を置いた。藩士とは区別され、城下を離れた在町に土着して、自ら農業もしくは商業を営みつつ士分に準ずる待遇を受けている者のことである。形式的には苗字帯刀を許され、知行が与えられるが、この知行地は自己所有の石高の全部または一部を知行地として認められたものである。
その居住地を支配している代官の置かれた地域名を冠して「七戸御給人」、「野辺地御給人」などと称された。
藩の行政組織は幕府から指定された、10万石の軍役組織によるものであった。
中央の職制は幕府のそれをほぼ模倣し、藩主の下に家老のほか諸役をおいた。常時は数人の家老の合議制によって大綱が決定された。
| 藩主 | － | 家老 | － | ┌ | 御近習頭     | 御近習頭       |
| 藩主 | － | 家老 | － | ├ | 御留守居     | 御留守居       |
| 藩主 | － | 家老 | － | ├ | 御用人所     | 御用人所       |
| 藩主 | － | 家老 | － | │ | ├            | 御用人         |
| 藩主 | － | 家老 | － | │ | └            | 御側御用人     |
| 藩主 | － | 家老 | － | ├ | 御目付所     | 御目付所       |
| 藩主 | － | 家老 | － | │ | └            | 大目付         |
| 藩主 | － | 家老 | － | ┼ | 御勘定所     | 御勘定所       |
| 藩主 | － | 家老 | － | │ | └            | 元締           |
| 藩主 | － | 家老 | － | ├ | 北地御用所   | 北地御用所     |
| 藩主 | － | 家老 | － | │ | └            | 北地御用大番頭 |
| 藩主 | － | 家老 | － | ├ | 御中丸御番頭 | 御中丸御番頭   |
| 藩主 | － | 家老 | － | ├ | 御新丸御番頭 | 御新丸御番頭   |
| 藩主 | － | 家老 | － | ├ | 加番組       | 加番組         |
| 藩主 | － | 家老 | － | └ | 新番組       | 新番組         |

### 家老
藩政初期
家老には大身の老臣が就いていた。また戦国期の規律を引き継ぎ、大身は陪臣を持っていたり、その家禄に応じて役職に任じられたり軍備を担っていた。
慶長5年（1600年）時点では1,000石以上の家臣が22家あった。
- 八戸氏 - 1万3,000石、後の遠野南部氏。
- 北信愛 - 8,000石、子息がすべて別家し信愛が名跡継承を願わず絶家。
- 浄法寺氏 - 5,000石、岩崎一揆鎮圧の際に当主・浄法寺重好が軍令違反を起こし改易。
- 大光寺氏・南氏 - 3,000石。
- 北愛一 - 2,500または2,000石、2代目の直愛が藩主・南部重直の鹿狩で不祥事を起こし500石に、後年直系が無嗣断絶。
- 北直継 - 2,000石、慶長18年（1613年）以後の石高、後の大湯南部氏。
- 毛馬内氏・桜庭氏・中野氏（後の花輪南部氏）・石井氏・東氏・大湯氏（正保年間に無嗣断絶）・江刺氏 - 2,000石。
- 日戸氏・楢山氏・沢田氏 - 1,000石以上。
- 梁田氏・葛巻氏・野田氏・又重氏・内堀氏 - 1,000石。

#### 高知
明治2年（1869年）には上士となった。家老（後期に改名して加判役）・御近習頭・北地大番頭・御中丸御番頭などに就任した。
御家門
文政元年（1818年）10月に藩の家格向上を祝して藩主一族の3家（南部利視の子、信居・信駕・信周の家）と、族臣とされる八戸氏・中野氏・北氏・南氏・東氏が南部姓の名乗りを許されたことに始まる。ただし、東氏が一旦改易され南部姓の名乗れなくなったほか、初期の御家門衆はすべて家格が変更されている。
- 新屋敷南部家 - 南部信居が興した家。のち着座高知。
- 角屋敷南部家 - 三戸信駕が興した家。のち着座高知。
- 中屋敷南部家 - 南部信周が興した家。のち着座高知。
- 下屋敷南部家 - 文政3年（1820年）から高知、翌年10月より御家門。後の藩主・南部利済、利済の本家相続で消滅。
- 南部出羽 - 弘化4年（1847年）より、南部利済の四男・南部栄枝。
- 南部伯耆 - 弘化4年より、南部利剛の弟・南部剛弘。
- 南部剛確・剛融・剛護 - 全て南部利剛の子。明治2年（1869年）より。
- 遠野南部氏・大湯南部氏・花輪南部氏 - 文政御支配帳に記載。後に御三家（後述）。
- 南氏・東氏 - 文政御支配帳に記載。南部姓を名乗る。

御三家（慶応以前は高知、文政御支配帳では御家門）
- 遠野南部氏（八戸氏） - 陸奥遠野領1万2,700石、維新後男爵。
- 大湯南部氏（北氏） - 陸奥大湯領2,760石
- 花輪南部氏（中野氏） - 陸奥花輪領3,370石、九戸氏の一族。
  - 中野元康（九戸政実の甥孫） - 中野直保 - 中野永州 - 中野光康 - 中野康貞＝中野康敬＝中野康房 - 南部康孝 - 南部済愛 - 南部康彊＝南部康直＝南部康保

着座高知（慶応以後）
- 新屋敷南部家・角屋敷南部家・中屋敷南部家 - 安政2年（1855年）11月より高知に引き下げ。
- 南氏 - 南部姓を名乗る。文政御支配帳では御家門、寛政・天保期以後は高知。
- 桜庭氏
- 楢山氏 - 石亀氏の支流
- 三戸式部家 - 戸沢氏、角屋敷南部家の分家

高知
- 石亀氏
- 八戸氏 - 遠野南部氏の分家：小八戸家
- 奥瀬氏 - 小笠原安芸の後裔
- 桜庭氏 - 桜庭光康の家系
- 毛馬内氏
- 漆戸氏
- 野田氏 - 一戸氏の後裔の一つ。
- 内堀氏 - 浅井氏旧臣、天正年間に加賀前田氏より移籍。
- 下田氏 - 南氏の支流
- 新渡戸氏
- 藤枝氏
- 岩間氏
- 黒沢氏
- 向井氏
- 山本氏
- 安宅氏
- 花輪氏

#### 高家
明治2年には本番組とあわせて中士となった。加番組御番頭・御側御用人・花巻城代・寺社奉行・御勘定所元締・新番組御番頭などに就任した。
御新丸御番頭
- 中野氏 - 花輪南部氏の分家
- 七戸氏 - 南氏の支流で北氏の血筋
- 東氏 - 文政御支配帳では御家門、嘉永年間には高知
- 北氏 - 大湯南部氏と同族、北愛一の系統
- 北守氏 - 北愛一系の北氏の分家
- 辛氏 - 花輪南部氏分家
- 三上氏
- 日戸氏
- 織笠氏 - 板垣氏の後裔で福士氏の庶流
- 沢田氏

#### 本番組
御用人・花巻城代・寺社奉行・御勘定所元締・新番組御番頭などのほか、御境奉行・代官・御船手頭・町奉行・郡奉行などに就任した。平士のうち100石以上（天保15年時点）または150石以上（明治元年時点）の者が該当した。

#### 加番組
御金奉行・御銅山吟味役・御作事奉行・万所奉行・御勝手方などに就任した。平士のうち50石以上が該当。明治2年、新番組とあわせて下士となった。

#### 新番組
諸御山奉行・大納戸奉行・新田奉行・御国産方などに就任した。平士のうち50石以下に当たる。

## 領内の統治

### 諸城破却書上
天正18年（1590年）7月、秀吉より所領安堵の五カ条からなる朱印状が交付され、南部信直は領内にある家中の城館の破棄を命じ、また家中の妻は、南部氏の居城下への集合を厳命されている。地方の諸城にいたものは従来の在地地主から、その城館を破却して大名城下に出仕し、不在地主という性格に変わっていった。
同20年6月には、その処理を報告している。

### 盛岡藩

#### 代官
大目付は司法、警察、軍事を総轄し、勘定奉行の下に御代官、御山奉行などが配置され、代官は100石以上の本番組士。各通ごとに2人が置かれ当番非番制により、民政関係の庶務に従事していた。

#### 通制
盛岡・八戸両藩独特の地方行政組織として、「通制」がある。これは領内の郷村支配のため派遣された代官が統治する地区を「通（とおり）」と称するものである。「通」は元々、単に方面もしくはその地方を指して表現する言葉であったが、天和年間（1681年 - 1683年には、代官所統治区域を指す言葉となった。
「通」には原則として代官を置く。代官は盛岡で藩士の中から任命し、任期を2年として2人を任用、半年交替勤務とした。その下に下役・物書を2、3人を任用した。下役は代官が地方の給人から任用した。代官はその「通」における地方行政・司法・警察・租税の一切を執行する権限をもち、その経費は村高に応じて現代で言う地方付加税として徴収した。

#### 盛岡町奉行
藩の諸機関の整備は寛永年間に基礎が定まり、地方統治は城代統治だったものが城の廃絶に伴い、代官統治へと移行していった。大目付所の下に盛岡町奉行（天和元年（1681年）以降、寺社奉行と兼務し、寺社町奉行と称した。）が置かれ、盛岡市中の取締まりに当たった。創設の年代は盛岡城下開市と同時期の慶長年間といわれている。
盛岡町奉行の組織
（盛岡城下）検断頭(六検断) - 町検断役 - 書留役 - 宿老役
盛岡城下六検断は苗字帯刀が許され ており、通例中津川を挟んで、向い町（河南）方向に3人、川北に3人常置され、藩からの任命で任期は終身であり、町吏の最高機関として、直接町奉行の支配に属していた。

#### 郷村三役
南部藩の村政は肝煎（村長格）、老名（助役格 2,3人）、組頭（五人組組頭）を持って構成され、その下に本百姓、水呑百姓がいた。
- 肝煎 - 宿老 - 組頭

町と村との区別は、町は宿駅伝馬の有る市街地で、村はそのような設備がないところである。
領内の町と称されているところでは、町検断を通して日常の町政が運営された。町検断は軽犯罪の処罰権をもっていたので、村肝煎より権限が大きかった。町検断も村肝煎も代官所の配下に属し、任免はその所管区の代官の権限で行われ、任期は不定で事故がない限り終身勤務していた。多くは世襲でその村や町で生活の安定している名家が任命され、その自宅を役宅とした。
老名は年寄ともいい、肝煎・検断の補助役として村政・町政を処理した。
村内20石を単位に検地帳に登録された本百姓を中心に、五人組を組織し、五人組の長を組頭と呼んだ。肝煎・検断などからの通知を伝達し、相互に連帯し相互互助に務め、売買質入れ手形の連印犯罪防止その他の義務を負った。なお、幕領のような村方三役のうち農民の代表である百姓代はおかなかった。
村肝煎の職務内容については『紫波郡矢巾町教育委員会 矢巾町文化財報告第31集 「間野々村肝煎緒帳面改引請目録」延享元年（1744年）』に記載がある。

### 八戸藩

#### 通制
八戸藩の領内の行政区分は盛岡藩と同様に「通制」を用いた。
元禄元年（1688年）正月、領内の郷村に庄屋名主制度を採用し、元禄7年（1694年）10月に町検断を庄屋に、肝煎を名主と改称した。

## 領内の主要交通路

### 陸路の主要街道
目的地の地名を冠して街道名と呼ぶため、街道沿いの別の土地では、別名称で呼ばれているのが常態であった。

#### 南部藩
- 慶安2年（1649年、「大道筋（奥州之内南部領海陸道規帳）[18]」

|             |             |             | 街道名       | 起 点          |           | 終 点       | 備 考                  |
| 大 道 筋    | 大 道 筋    | 大 道 筋    | 奥州街道     | 仙台境鬼 柳    |           | 津軽境馬 門 |                        |
| 小道井山道  | 小道井山道  | 小道井山道  | 秋田往来     | 盛 岡          |           | 橋 場       |                        |
|             | 小 道       | 小 道       | 沢内街道     | 雫 石          |           | 太 田       | 出羽うとう村へ出ル道筋 |
| 鹿角街道    | 小 道       | 小 道       | 盛 岡        | 花 輪          | 楢 柏境目 |             |                        |
|             | 小 道       | 小 道       |              | 花 輪          | 松 山     |             |                        |
| 横 道       | 横 道       |             |              | 花 輪          | 小 坂     |             |                        |
|             |             | 小 道       | 三戸鹿角街道 | 三 戸          |           | 大 湯       |                        |
| 三戸街道    | 三 戸       | 小 道       |              | 八 戸          |           |             |                        |
|             | 七 戸       | 小 道       |              | 平 沼          |           |             |                        |
| 登り街道    | 福 岡       | 小 道       |              | 八 戸          |           |             |                        |
| 山 道       |             | 三 戸       |              | 大 湯          |           |             |                        |
| 海 辺 道    | 海 辺 道    | 海 辺 道    | 浜街道       | 平田坂石塚境目 |           | 八 戸       |                        |
| 海 辺 道    | 海 辺 道    | 海 辺 道    | 北浜街道     | 八 戸          |           | 大 畑       |                        |
| 海 辺 道    | 海 辺 道    | 海 辺 道    | 北通         | 大 畑          |           | 長 後       |                        |
| 入 海 辺 道 | 入 海 辺 道 | 入 海 辺 道 | 田名部街道   | 野辺地         |           | 田名部      |                        |
| 入 海 辺 道 | 入 海 辺 道 | 入 海 辺 道 | 西通         | 田名部         |           | 脇ノ沢      |                        |

#### 盛岡藩（領内の主要交通路）
- 奥州街道筋
- 秋田街道筋
- 津軽街道筋
- 三戸・鹿角街道筋
- 釜石街道・海辺筋
- 宮古街道筋
- 小本街道筋
- 野田・沼宮内街道
- 花巻・遠野街道筋
- 浄法寺街道
- 北浜街道
- 田名部街道
- 北通
- 西通

#### 八戸藩（領内の主要交通路）
八戸領内の主な街道は八戸城下を起点としていた。
- 上り街道
- 九戸街道
- 久慈街道
- 三戸街道
- 五戸街道
- 市川街道
- 浜街道
- 新井田・種市街道

#### 明治期における国道・県道・里道の区別（岩手県）
国道・県道・里道の分類は、修繕費について、国道は官費支弁、県道は地方費支弁となったものと考えられ、それに次ぐ重要路線は里道（村道）となっていた。
明治14年の県記録に、一等国道として1路線、三等国道として1路線、県道の名称は17線あり、内一等県道1路線、三等県道16路線をあげられている。
- 一等国道
  - 函舘街道 管内の中央部を南北に貫通する管内陸上交通の幹線。
- 三等国道
  - 浜街道 宮城県下気仙沼を経て岩手県に入り、三陸海岸を経過して青森県下に通ずる沿岸郡村の陸上交通線。宮城県下気仙沼 - 気仙 - 氷上 - 盛 - 吉浜 - 小白浜 - 釜石 - 大槌 - 船越 - 山田 - 津軽石 - 宮古 - 田老 - 小木 - 田ノ畑 - 普代 - 宇部 - 久慈 - 青森県 十七駅が設置

- 一等県道
  - 秋田街道  盛岡 - 雫石 - 橋場 - 秋田県生保内、途中二駅
- 三等県道
  - 山形街道（其一） 盛岡 - 繋 - 南畑 - 川舟 - 秋田県 途中七駅
  - 山形街道（其二） 黒沢尻 - 川尻 - 越中畑 - 秋田県 途中四駅
  - 津軽街道  盛岡 - 一木木 - 寺田 - 秋田県、途中五駅
  - 同新道  田頭 - 松尾 - 兄川 - 秋田県、途中三駅
  - 宮古街道  盛岡 - 築川 - 川井 - 宮古、途中七駅
  - 釜石街道  盛岡 - 大迫 - 遠野 - 釜石、途中七駅
  - 同古道  達曾部 - 遠野
  - 小本街道  盛岡 - 藪川 - 岩泉 - 小本、途中三駅
  - 久慈街道  沼宮内 - 葛巻 - 久慈、途中二駅
  - 八戸街道  福岡 - 観音林 - 八戸
  - 遠野街道（其一） 花巻 - 土沢 - 下宮守 - 遠野
  - 同街道（其二） 伊手 - 人首 - 鮎貝 - 遠野
  - 気仙沼街道 磐井 - 薄衣 - 手厩 - 気仙沼、途中三駅
  - 石巻街道  磐井 - 金沢 - 涌津 - 宮城県、途中二駅
  - 気仙街道（其一） 磐井 - 長坂 - 大原 - 気仙、途中四駅
  - 同街道（其二） 水沢駅 - 岩谷堂 - 世円米 - 盛、途中四駅

### 主要な港
当時の海上輸送ルートは、田名部湊（むつ市）や野辺地湊（上北郡野辺地町）を利用して日本海を経由して西国に至る日本海海運（西廻り航路）と、宮古湊（宮古市）から三陸沖を経由したり、北上川舟運を通じた仙台領石巻湊（宮城県石巻市）を利用して銚子に陸揚げする太平洋海運があった。
| 閉伊郡 | 釜石・両石・大槌・吉里吉里・山田・宮古                                                                        |
| 北 郡  | 泊・野辺地・横浜・田名部七湊（川内・安渡・大畑・大間・奥戸・佐井・牛滝 『郷村古実見聞記』時代により変化した） |
| 八戸領 | 久慈・鮫 |

### 北上川水運
盛岡藩では江戸藩邸への物資廻送に、慶安期以降は北上川舟運（しゅううん）と太平洋の海運を利用し、仙台藩領の石巻に米倉を設置した。米雑穀類のほかに、鹿角地方で産出された銅も新山河岸からも積み出されていた。
また、八戸藩の飛地である志和郡四ヵ村の米穀類も郡山河岸を利用して江戸廻米を行っていた。
| 河 岸 | 盛 岡    | 日 詰    | 花 巻    | 黒沢尻     | （藩 境） | 仙台藩領 |
| 河 岸 | 新山河岸 | 郡山河岸 | 花巻河岸 | 和賀川舟場 | （藩 境） | 石巻湊   |

### 盛岡領 番所の所在地
| 境目番所 （他領との境界警護）     |              |            |            |            |          |          |            |          |
| 和賀郡                            | 鬼柳番所     | 立花番所   | 黒岩番所   | 浮田番所   | 田瀬番所 | 倉沢番所 | 越中畑番所 | 岩崎番所 |
| 閉伊郡                            | 鮎貝番所     | 荒屋番所   | 赤羽根番所 | 平田番所   |          |          |            |          |
| 岩手郡                            | 橋場番所     |            |            |            |          |          |            |          |
| 鹿角郡                            | 熊沢番所     | 土深井番所 | 松山番所   | 濁川番所   |          |          |            |          |
| 北郡                              | 馬門番所     |            |            |            |          |          |            |          |
| 物留番所 （領内の商品流通の統制） |              |            |            |            |          |          |            |          |
| 和賀郡                            | 煤々孫番所   | 沢内番所   | 下中島番所 | 黒沢尻番所 |          |          |            |          |
| 閉伊郡                            | 遊井名田番所 |            |            |            |          |          |            |          |
| 稗貫郡                            | 野沢番所     |            |            |            |          |          |            |          |
| 岩手郡                            | 簗川番所     | 尾入番所   |            |            |          |          |            |          |
| 鹿角郡                            | 湯瀬番所     |            |            |            |          |          |            |          |
| 二戸郡                            | 小繋番所     |            |            |            |          |          |            |          |
| 三戸郡                            | 夏坂番所     |            |            |            |          |          |            |          |
| 遠見番所 （船舶を監視）           |              |            |            |            |          |          |            |          |
| 閉伊郡                            | 小谷鳥       | 重茂       | 箱ヶ崎     | 下ノ崎     | 羅賀崎   |          |            |          |
| 九戸郡                            | 山の上       |            |            |            |          |          |            |          |
| 北郡                              | 泊ノ崎       | 尻屋崎     | 黒岩       | 牛滝       |          |          |            |          |

「郷村古実見聞記」（文化元年（1804年）書上）

### 八戸領 番所の所在地
| 城下             | 沢里惣門   | 売市惣門   |
| 久慈街道筋       | 田代番屋   | 田代番屋   |
| 登り街道筋       | 天狗沢番屋 | 天狗沢番屋 |
| 市川・五戸街道筋 | 大橋番屋   | 大橋番屋   |

このほかに、必要に応じて改所が設置された。

## 城地

### 要害屋敷
はじめは、伊達、佐竹、津軽藩に対する国境警備のための城館であったが、文化年間になると地方統治の一拠点に変質し、役所や年貢を収納する土蔵が要害屋敷におかれるようになり、その土地の人々からの年貢の貢納を受け付けるようになったが、代官所とは異なる扱いを受けた。
- 居城 岩手郡 盛岡
- 抱城 稗貫郡 花巻

  - 要害屋敷 鹿角郡 花輪
  - 要害屋敷 〃 毛馬内
  - 要害屋敷 閉伊郡 遠野
  - 要害屋敷 北 郡 七戸
  - 要害屋敷 〃 野辺地

## 江戸城の詰間
- 柳間 （寛政期）
- 大広間 （天保期、文化2年（1805年）以降 大広間詰）

## 藩邸および江戸での菩提寺
- 宗藩盛岡藩の江戸藩邸は、外桜田（現在の千代田区日比谷公園）に上屋敷、麻布南部坂（現在の港区南麻布五丁目）に下屋敷があった[21]。後に鉄砲洲に中屋敷を設けるが品川大崎村（現在の目黒区下目黒一丁目）[22]に移転。また、江戸蔵屋敷は芝田町に、京都藩邸は東岡崎村に、大坂藩邸は北浜過書町におかれた。また、江戸藩邸は元禄16年（1703年）の元禄大地震で全壊している。
- 江戸における菩提寺は芝切通しにあった五山派の勝林山金地院であった。

## 飢饉
古来、この地方では飢饉が非常に多く、その度に多大な死者を出していた。特に、慶長5年（1600年）から明治3年（1870年）の盛岡廃藩までの270年間を通じて断続的に飢饉が続き、その間に、記録に残っているだけでも不作が28回、凶作が36回、大凶作が16回、水害が5回あった。
特に沿岸部（閉伊・九戸・三戸地方）においては、やませと呼ばれる冷風による被害が甚大で、天明3年（1783年）から天明7年（1787年）にかけて起った全国的な大飢饉（天明の大飢饉）では収穫が0という惨状であった。
また、藩経営が潤滑に進まなかったため備蓄が少ないばかりか、農地も農作物も無いという状態に陥ったことが、死者がさらに増えた原因であるとされている。
東北地方の太平洋側では、初夏になると、「やませ」と呼ばれる冷涼な北東風が吹き、夏でも気温が上がらず、明治以降においても、冷害が凶作をひきおこしたことがある。北奥に位置する南部藩は領域こそ広大だが、そのほとんどが山林原野によって占められて耕作適地が少なかったうえに、当時の水稲生産の北限域に近く稲作に適さない土地であった。しかし幕藩体制は石高制に基づいて、つねに財政的基盤を畑作より水稲生産力に求めていた。この構造的な矛盾と、天候不順に起因する冷害と、旱魃・風水害・霜害・病虫害・獣害を原囚とする凶作を契機にして、飢饉が多発し多数の飢人と餓死者を出していた。
特に被害の甚大であった元禄・宝暦・天明・天保の飢饉は盛岡藩の四大飢饉といわれ、凶作・飢饉の続発で藩財政を圧迫し、重税とそれに反対する一揆が繰り返されてきた。一揆については次節で詳述する。

### 具体例
元禄の飢饉
（元禄4年（1691年） - 8年（1695年））
元禄年間（1688年 - 1704年）の盛岡藩は、元禄6年（1693年）・10年・11年・16年の四ヵ年を除くと、あとは連年不作と凶作が続き、元禄8年と15年には飢饉となった。
元禄8年、典型的な霖雨・早冷による冷害がもとで作柄も悪く、年貢収納が例年の28.6%しか見込めず、ついに飢饉となって米価が高騰した。11月、藩では幕府に「領内不作の儀」について報告した結果、来春の参勤が免除され、その費用をもって飢饉対策に充当した。米雑穀等の他領移出禁止、貯穀奨励、他領者の領内逗留禁止、酒造の禁止、火の用心などを命令するとともに、城下の庶民救済のため払米をし、紺屋町と寺町では盛岡御蔵米を小売させた。さらに城下の寺院や富豪の協力を得て、長町梨子本丁出口辺と束顕寺門前の二ヵ所に御救小屋を設け、飢人の救済にあたった。
猪飢饉
寛延2年（1749年）、主に八戸藩領で、異常繁殖した猪が畑の作物を食い荒らして収穫が激減し、多くの農民が餓死することとなった。当時関東周辺で、田畑を木綿や養蚕などの収益の上がる作目に転換したため、大豆が不足した。それを補うため盛岡藩や八戸藩が大豆生産を行い、焼き畑を繰り返したが、放棄地に餌が生い茂ることで猪が異常繁殖したことが原因とされる。
宝暦の飢饉
（宝暦3年（1753年） - 宝暦7年（1757年））
宝暦4年（1754年）が大豊作であったので約10万石の江戸廻米を行った結果、藩内に米が払底し、宝暦5年（1755年）の大凶作を契機に大飢饉に発展した。藩では城下の富豪からの御用金を資金として、翌宝暦6年（1756年）正月、城下の永祥院と円光寺に茅葺きの御救小屋を建て、飢人の収容救済に乗り出した。
宝暦6年に代官所が提出した報告書によると、餓死者 49,594人、空家 7,043軒であり、なかでも三戸郡五戸通、次いで岩手郡の雫石通・沼宮内通の被害が激甚を極めた。
天明の飢饉
（天明2年（1782年） - 天明8年（1788年））
天明3年、夏の土用になっても「やませ」よって気温が上がらず、稲の成長が止まり、加えて、大風、霜害によって収穫ゼロという未曾有の大凶作となり、その年の秋から翌年にかけて大飢饉となり、多くの餓死者を生じた。自然災害だけが原因ではなく、農村に対する年貢収取が限度を超え、農業における再生産が不可能な状態に陥ったことが被害を拡大させたとされる。
天保の飢饉
（天保3年（1832年） - 天保10年（1839年））
霖雨・早冷・降霜などの気象条件を主な原因とし、天保3年（1832年）から同9年（1838年）まで連続的に凶作が続き、これを七年「飢渇（けかつ）」と呼ばれた、また藩財政の窮乏による重税政策がその度を高めた。天保期、盛岡藩領では凶作が続いていたにもかかわらず、藩財政の補填のために米価の高い江戸を目標としての米の移出が強行されていた。それは百姓からの年貢の通常の取り立てでまかなうことはできず、来年の耕作のための種籾や、食料としての蓄えにもおよぶものさえ取り立てて廻送していった。

## 一揆
盛岡・八戸両藩で発生した百姓一揆は132回を数え（次点の久保田藩（秋田藩）は87回、三番目の熊本藩は82回）、徳川期の最多発生地であった。その中でも「稗貫・和賀」（花巻・北上）地方が最多発地域だった。時期を見ると、大半が18世紀末以降に集中している。
原因としては以下の諸点が考えられる。
- 水稲北限地域外で無理に水稲生産を強制したため、連年凶作に見舞われ、代換品による食事を奨励したが、代換品すらも備蓄が無かったこと。
- 寛政5年（1793年）の松前（蝦夷地）出兵が原因で財政負担が増加したこと。
- 目安箱の設置が、罪人を糾明する証拠集めのために悪用されたこと。
- 負債を次から次へと作る新税・重税で解消しようとしたこと。
- 海産業を主とする三閉伊地方（三陸海岸沿岸部）に、水稲の基準で重課税を行ったこと。
- 三閉伊地方の産業（海産、材木、製鉄）に御用金制度を用い、無理な課税を行ったこと。
- 「軒別税」（人頭税）を実施したこと。
- 藩札「七福神」の大量発行によるインフレーションが発生したこと。
- 幕府の手伝い普請（公共工事手伝い命令）による臨時課税を行ったこと。
- 財政難から藩士の禄を長期にわたって借上したこと。
- 戦国時代以来のライバルである弘前藩、仙台藩に対抗するために恒常的に高直しや官位の叙任工作を幕府有力者に働きかけていたため、出費がかさんだこと。

さらに、農民たちはこのような原因から起こった貧困を脱するため、偽金（密銭）を鋳造したが、藩側は原因となる問題を放置したまま、偽金の製造に関わる者、使用した者を重罪人として扱い、厳重に処罰した。それまで何とか偽金で食べ繋いで来た農民たちは、1万人規模の一揆を起こすようになり、それを成功させたのである。
盛岡藩百姓一揆の中で最も大規模かつ組織的で、その要求が政治的であったものが弘化4年（1847年）と嘉永6年（1853年）の三閉伊一揆であった。
天保期の一揆・騒動は盛岡以南の穀倉地帯の買米制度の停止を要求して行われており、田名部・野辺地・七戸の各通は買米の対象となる穀倉地帯ではなく、他領からの移入米によって生活をまかなう地区であったため、対立を引き起こさなかった。そして、寛永期以降の蝦夷地幕領化の中で「松前稼」と呼ばれた、蝦夷地への労働力移動が可能であり、飢餓期の困窮を一時的に回避することができた。

### 具体例

#### 寛政11年 - 文政4年 蝦夷地幕領化にともなう一揆
下北地区で発生した一揆13件の内8件は、寛政11年（1799年）から文政4年（1821年）までの蝦夷地幕領化にともなう時期に集中している。
寛政11年（1799年）2月、東蝦夷地が幕領化され、さらに享和2年（1802年）には東蝦夷地の永久直轄化が決定された。これにより盛岡藩では課役負担の固定化という危機感が増幅した。
文化元年（1804年）、佐井 - 箱舘間の航路にともなう夫役・伝馬役の負担増加に対し、人馬通行役の軽減を求めた愁訟が起こる。
文化5年（1808年）12月、盛岡藩は東西蝦夷地の警備のため、1,000人の藩兵を蝦夷地へ派遣することになり、その報奨として領地加増を伴わない20万石への高直しが行われた。それにより収入が増加していないにもかかわらず軍役負担が倍になり、藩財政が枯渇するという重大な事態を招いた。
文化9年（1812年）農民が従来負担してきた賦役を貨幣で賦課した「定役銭」を農民に転嫁したため、北通の関根村、下風呂村、易国間村、蛇浦村、大間村、奥戸村、牛滝村、佐井村の各肝入と大畑村険断が連名で田名部代官所に愁訴し、負担を免除された（文化9年定役銭一揆）が、その代償として西通と東通の村々は負担が重くなった。また、文化12年（1815年）にも新役銭の徴収免除の愁訴が行われた。

#### 天保5年 久慈・軽米通 稗三合一揆
天保4年（1833年）の飢饉に際して、八戸藩は一切の救済を行うことなく、領民の一日の食料を精白しない稗三合と定め、それ以外の穀物は市場の実勢を無視し、強制的にすべて藩札で安く買い上げることを布告した（稗三合一件）。
天保5年（1834年）12月に入って是川村で一揆が発生すると直ちに久慈・軽米・嶋守に広がる。一揆勢は久慈街道を行進して八戸城下鍛冶町と周辺の村々に集結し、当初2000人だった一揆勢が八戸城下に至った時には8000人に膨れ上がっていた。一揆勢は藩側に訴願書を提出し、その中で野村軍記の引き渡しと稗三合一件の撤回を要求した。
その後、野村軍記は起こった総百姓一揆の責任を負わされて入牢し、八戸で獄死した。

#### 天保7年 盛岡南方一揆 盛岡強訴
天保7年（1836年）11月、現大迫町（花巻市）の農民数千人が決起して、盛岡城下に押しかけ新税・増税に反対する訴願を行った（盛岡強訴）。藩側は一揆側の要求を一度受入れたものの、一揆勢が解散すると、前言を破棄した。

#### 天保8年 盛岡南方一揆 仙台強訴
天保8年（1837年）、昨年の盛岡越訴が藩側の違約で失敗に終わったことを受け、稗貫・和賀の農民2千人以上が 仙台藩に越訴し南部藩を非難する事態に発展した（仙台越訴）。南部藩は一揆勢を取り戻すため、一揆勢の要求を受け入れることと首謀者を処罰しないことを約束し、仙台藩は幕府に内密にすることを約束した。しかし南部藩は一揆勢を取り戻した後、盛岡強訴の時と同じく前言を破棄したうえ、首謀者を処刑した。これ以降、領民は藩側を軽蔑するようになった。その後、南部藩は目安箱を設置したが、この目安箱は本来の目的を外れ、罪人を糾明するための証拠集めに悪用されることとなる。

### 三閉伊一揆
三陸東海岸は水稲生産力には恵まれず、魚粕・魚油を商品として生産し江戸市場に販売するほか、長崎から俵物として外国に輸出し、その利益で購入した他領からの移入米によって生活をまかなう地区であった。

#### 弘化4年 遠野強訴
盛岡藩は天保10年（1839年）、今後、御用金など一切の租税を廃止するとし、その代わり全領内に一軒あたり1貫800匁を基準に全戸に割り当てた軒別役という新たな税を課した。全領の合計は2万9180両におよんだが、その中でも三陸沿岸の大槌・宮古通の三閉伊地域への賦課額が多かった。
弘化4年（1847年）10月、新たな課税はしないという先の約束を破り、財政難に窮した藩は外船警備のための特別御用金5万2500両を課した。これが契機となって11月17日、野田通の安家村（下閉伊郡岩泉町）から起きた一揆が周辺の村々を巻き込んで小本、田老、宮古、山田、大槌と南下し、各地の一揆と合流して笛吹峠を越え、遠野南部家に強訴した。
強訴の内容は特別御用金の不払いを要求するものではなく、大挙して仙台藩へ出稼ぎに出て、その労賃をもって特別御用金を支払うというものだった。そのため、南部藩の恥を天下にさらすこととなり、鎮撫にあたって鎮圧一辺倒の強硬策は取れなかった。
12月4日、遠野早瀬川原において、一揆勢の代表は不信極まる藩上席家老南部土佐に何を問われても終始無言で相手とせず、遠野南部家家老新田小十郎に対し、25ヶ条の要求をしたためた願書を提出した。要求は、御用金の免除、大豆・塩の買い上げ免除、いままでの定役と年貢以外の新税の免除などであった。要求が受け入れられなければ仙台藩に越境するという一揆勢の態度に押され、盛岡藩はこれらの要求のうち12ヶ条を認めて事態を収拾せざるを得なかった。
遠野南部家では一揆勢の農民に帰路の食料を支給したので、12月5日から一揆勢は各村々に引き上げ、仙台藩への越藩は辛うじて免れひとまず鎮撫するに至った。
『内史略』によれば、一揆勢の代表弥五兵衛は花巻で逮捕され、盛岡に入牢し獄死している。
また、遠野強訴に呼応し、同年12月1日に鬼柳・黒沢尻通、同15日には徳田・伝法寺通と八幡・寺林通でも一揆が発生したが、こちらは当局によって鎮圧された。
（藩の対応）
嘉永元年（1848年）6月、責任を取る形で南部利済は病気在国中であったため病気隠退を願い出て、南部利義が第13代藩主となるが、利済は家督は譲ったものの官位も返上せず「大太守」の名で院政を敷いた。
嘉永2年（1849年）7月、利済は藩主位を譲っていた南部利義が滞在する江戸に南部土佐を派遣して退位するように圧力をかけ、11月に隠居に追い込んだ。この廃立に反対した東堂学派一派は翌1850年に弾圧され、南部利剛を第14代藩主に相続させて院政を継続した。

#### 嘉永6年 仙台強訴
嘉永6年（1853年）2月、藩の行きづまった財政はいかんともしがたく、郷割御用金の徴収が強制された。これを契機として、各種の新税に反対する流通商人を中心に同年5月、野田通の田野畑村から一斉に蜂起をはじめ、浜通りを南下して田老・宮古・山田の各村を押し出すにつれ大群衆となっていった。
6月4日、一揆勢は大槌通に押し寄せ、翌5日に釜石に集合した一揆勢の人数は16000人あまりにも達した。一揆勢は仙台藩への越訴を画策し、盛岡藩平田番所から仙台藩へ押し通ろうしたが、唐丹番所側では 藩境警備を厳重に取り締まっていたため、間道を進み気仙郡唐丹村に八千人余が越訴し、仙台藩の役人に訴え出るという、前代未聞の事態となった。
これに対して、盛岡藩が策を練るすべもなく混乱しているうちに、6月17日に一揆勢は代表45人を残して帰国した。村々は、この代表に何らかの不幸が起きた場合には共同で子孫養育料をだすことなどの約束を取り交わしていたのである。
その訴状によれば、三閉伊を幕領もしくは仙台藩領にすることを願い出たもので、仙台藩では政治的要求であるから返答は出来ないとし、具体的な要求を尋ねた。商品経済の発達によって賦課された重税に対する反対行動であったが、一揆勢は47箇条の願文をつくりあげ、仙台藩へ差し出した。仙台藩と盛岡藩の話し合いは5ヶ月間続き、ようやく三閉伊通りの農漁民の願いが叶ったのであった。6ヶ月間にわたった押し出し一揆は成功の内に終わる。
（藩の対応）
嘉永7年（1854年）、この一揆は幕府の知るところとなり、藩主・利剛はお構いなし、隠居の利済には参府の上、永久閉居が申し付けられた。
領袖を失った利済派は、家老 南部土佐、横沢兵庫を、御役御免のうえ家祿半減、永久閉居。参政石原汀、田鎖茂左衛門、川島杢左衛門らも家祿屋敷を没収のうえ、召しかかえを放たれる。
南部利義は隠居の身になっており、父利済が幕府から謹慎を命ぜられたときも、遊興遊猟を続けていたため譴責を受け、江戸家老の毛馬内典膳、東中務は責任を負って免職されている。

## 他藩・他地域との関わり

### 松前藩、蝦夷地との関わり
江戸幕府が成立すると徳川家康はアイヌ人の往来を自由とする黒印状を発布した。そこで17世紀、盛岡藩領のアイヌ人の津軽半島往来は自由に行われ、盛岡藩領内には公式なアイヌ人居住地の戎村や、ほかにもアイヌ人の非公式な交易拠点があった。東北アイヌは和人風俗を身に付け、逆に和人の領民の中にもアイヌ風俗が一部普及したため、日常ではアイヌと非アイヌの境界はあいまいだった。これを利用して、盛岡藩はアイヌ人を仲介とした北方貿易の担い手にもなっていた。
寛文 8年（1668年）、シャクシャインの戦いが発生すると、翌寛文9年、アイヌ蜂起の鎮圧のため、幕命により弘前藩・久保田藩とともに蝦夷地へ出兵し、また、領内において下北アイヌの監視を兼ねて田名部・野辺地に藩士を派遣した。
18世紀には、盛岡藩領内の飛騨屋が蝦夷地での材木業、のちに漁業にも進出した。飛騨屋には下北半島や宮古周辺から出稼ぎ労働者が集まり、アイヌ人を酷使しながら大きな利益を上げた。やがて反発したアイヌ人が蜂起（国後目梨の戦い）したが、松前藩に鎮圧された。このとき盛岡藩の出稼ぎ労働者の一部がアイヌ側に保護され、盛岡藩に引き渡されている。
北方でロシア船が多く来航するようになると、寛政11年（1799年）に幕府は東蝦夷地を幕領化し、各交易拠点に幕府の役人を置くとともに盛岡藩と弘前藩に警備を命じた。さらに文化4年（1807年）には全蝦夷地を幕領とし、仙台藩や会津藩など東北諸藩も警備に当たらせた。同年に発生した文化露寇では盛岡藩士の大村治五平が約1カ月にわたり拘束され、後にその報復としてヴァシーリー・ゴロヴニーンの捕縛を行っている。
しかし、ペリー来航後、幕府は安政2年（1855年）に蝦夷地を再び幕領とし、東北の弘前藩、久保田藩（秋田藩）、仙台藩とともに幕府から蝦夷地の警備を命じられた。安政6年（1859年）に幕府が蝦夷地分領政策へ転換すると、東北からは先の4藩に鶴岡藩と会津藩を加えた各藩が蝦夷地の分与を受けた。盛岡藩は箱館から室蘭までの噴火湾沿岸の警備を担当し、室蘭と長万部の周辺を領地とし、箱館、砂原、長万部、室蘭に陣屋を置いた。

### 盛岡藩領と青森県
廃藩置県により、盛岡藩領は岩手県だけではなく、青森県にも編入された。現在の青森県域については、江戸時代中期以降の盛岡藩領と八戸藩領が共存している。
いわゆる「南部地方」と呼ばれる地域は、ほとんどが旧盛岡藩領である。また、下北地方も旧盛岡藩領であった。
八戸市周辺から岩手県久慈市に到る海岸に沿った九戸郡を含む領域と志和4ヵ村は、旧八戸藩領であった。志和4ヵ村は収穫量5,000石の飛び領で、周辺の盛岡藩領の農民が八戸藩領農民を圧迫し、八戸の役人がたびたび交渉に赴き、ついには討って出ると迫って八戸藩領の農民の権益を保護するなど、盛岡藩と八戸藩の係争地であった。八戸藩では領内において代官が各2名ずつ置かれていたが、領外（飛地）の志和については4名に増員された。

### 弘前藩との遺恨
盛岡藩南部氏は、戦国時代から弘前藩津軽氏と確執を抱えていた。津軽氏は、元々南部氏の分家・大浦氏であったが南部宗家への従属意識が薄く、大浦為信のときに独立した。その際に南部氏重臣・石川高信（盛岡藩初代藩主となる南部利直の祖父にあたる）らが討たれている。その後の中央工作によって大浦氏が津軽氏と名乗り豊臣政権から大名として認められてしまったため、南部氏の領地は大幅に減少することになった。この遺恨は江戸時代も続き、弘前藩主津軽氏の参勤交代は南部領を一切通らずに行なわれたし、江戸在府期間も原則として両家は重ならないように配慮され、同席も避けられた。江戸後期には南部家の家臣による津軽当主暗殺未遂事件(相馬大作事件）が発生した。

## 産業構造

### 畜産
古代・中世に糠部と呼ばれた地域は名馬の産地として知られ、糠部の駿馬と称されており、その中心は北奥の三郡（北、三戸、九戸）であった。平安末期には東西南北の4つの「門」（かど）と、9つの「戸」（へ）に分けられ、九ヵ部四門の制（くかのぶ しかどのせい）が成立し馬牧・駿馬の産地として知られていた。糠部の公田に課せられた年貢は馬で納められていた。

#### 南部駒
近世期に入ると、南部藩の馬制は、藩直営の牧野で飼われる「御野馬（おのま）」と、民間の牧野で飼われる「里馬（さとうま）」との二本建となる。南部藩内の（九牧含む）すべての牛馬を総轄したのが、「牛馬掛御用人」であって、その下に「野馬掛」と「里馬掛」がおかれた。
また、民間の馬であっても、藩の許可なく移動させることや売却することは禁止されており、藩は馬産による収益を確保していた。藩から貸与された種牡馬によって生まれた若駒（牡馬を「駒」、牝馬を「駄」と呼んだ。）は、牝なら馬主に与えたが、牡はすべて二歳駒で「掫駒（せりごま）市」にかけて廉価で徴収し、種馬や軍用馬とした。馬商人も取引区域が限られ、他国人の取引は制限されていた。
盛岡城下の成立とともに産馬の掫(せり)市が始められたといわれているが、詳細は明らかではない。
田名部では季節的に早い馬市が毎年ひらかれていた。
貞享元年（1684年）、御掫駒奉行が9組20人任命され、領内30カ所近くの馬市を開催している。

#### 南部九牧
藩政期を通じ、南部九牧（なんぶくまき）と総称される「御野（藩営牧場）」を整備して、実務は三戸に御野馬役所を設けて、総括責任者は「御野馬別当」と呼ばれ、各牧には「馬責（調教）」「馬医」が配置されて補佐する一方、藩牧が存在する各代官所には牛馬役が置かれた。
- 大間野（青森県下北郡大間町）
- 奥戸野（ 〃 〃 〃 ）
- 蟻渡野（ 〃 上北郡横浜町および野辺地町北部）
- 木崎野（ 〃 〃 三沢市）
- 又重野（ 〃 三戸郡五戸町倉石地区）
- 住谷野（ 〃 〃 三戸町）
- 相内野（ 〃 〃 南部町）
- 北野 （岩手県九戸郡侍浜村）（現 久慈市）
- 三崎野（ 〃 九戸郡宇部村）

他に田鎖野・妙野・広野・立崎野があって、公牧は計13カ所。住谷野は中世から牧が存在したが他の牧は多くが寛永から正保期に整備されている。この他に寛文4年（1664年）の八戸藩分立によって盛岡藩は妙野（青森県八戸市）と広野（岩手県久慈市）の二牧を譲渡した。
実際の藩牧経営は地元農民に転嫁され、夫役を徴収して行われていた。牧場に飼育されている馬は、冬期には、積雪や寒凍を避けて、周辺の農家に課役として預けて保護している。また、牧場により、積雪の少ないところは、四季を通じて放牧のままであった。
明治維新後、盛岡藩の減転封に伴い、各牧は後継の斗南藩・七戸藩に引き継がれたが、廃藩置県後に廃止された。明治3年（1870年）9月、旧盛岡藩の産馬事業は直接政府が管轄することとなり、盛岡に民部省養馬掛出張所が置かれた。
明治5年（1872年）10月、岩手県は九戸郡侍浜村北野と宇部村三崎野の旧盛岡藩の牧場を廃止した。

#### 里馬
里馬は飼育にあたって、村単位に春から秋まで共同の牧野や、冬場の舎飼のための草刈り場も共同利用の入会秣場であり、村ごとに「馬組」が結成されて「馬肝煎」がそれを統括し、藩の牛馬方役人の管理に服した。
藩有の「野馬」は藩の乗用や贈答用にあてられていたほかに、郷村に無償で父馬として預けて「里馬」の改良に役立つ貸付種馬の育成を目的としており、藩の「牛馬改役」のほか、各代官所の「牛馬役」が巡回して郷村の農家の飼食する牡馬の調査を行なった。
宝永3年（1706年）、領内の里馬に関して、牝馬（母駄）を上中下の三等級に区分して本帳（馬籍帳）に登録し、その区別を何人も判別するために、髪を切り父馬も髪を切り一般牡馬との区別の明確化を図り、上駒、中駒を他領に出すことは一切禁じられた。

#### 御馬買衆
毎年秋に江戸幕府から「公儀御馬買衆」、諸大名から「わき馬買」と呼ばれる軍馬買い入れの役人が派遣されており、江戸幕府は軍馬購入のために、刈田郡宮（宮城県）から出羽国に出て、途中の横手の馬市で仕入れた後、六郷・角館・生保内を経由して国見峠を越え、主産地の盛岡入りするのが通例だった。公儀御馬買衆は寛永2年（1625年）にはじめられ、元禄3年（1690年）を最後に廃止されたが、ある年の記録によれば一行の人数は御馬買衆は2人で従者を含めると50人におよんだという。軍馬の購入は例年二百頭前後で、11月には奥羽街道を経て江戸に帰ったという。元禄4年（1691年）4月、老中より、盛岡・仙台両藩の留守居役に対して、御馬買衆の派遣は中止するが、歳、毛色、性別を目録に認めて、幕府に提出するよう求められ、目録をもとに注文して馬を購入するようにした。この仕組みを「御買馬」と呼ぶようになった。享保4年（1719年）まで続き、毎年7-8疋が購入された。

#### 牛の飼育
南部領の牛飼育の産地は偏っておらず、北上川流域以外で行われ、閉伊郡の北方や九戸郡北部方面に飼育され、峻嶮な山谷の運搬など、民間の駄用に利用され、農耕に使役された形跡はない。北上谷の米穀地帯への塩とその他の海産物を、おおむね閉伊・九戸の海岸に近い山間部から「野田ベコ」と呼ばれる牛方によって搬入される例があった。
藩における牛の飼育は、馬に比較すると後れていたため、馬における諸制度のような完備が見受けられなく統制も緩やかであった。官職には目付役監督下に馬牛改役があり、各代官所毎に牛馬役があって、各村の馬牛肝煎を指揮していた。

### 鉄器、鉄製品
今でも「南部鉄器」として鉄瓶などが有名であるが、その歴史は17世紀中頃からとされ、上述の南部重直が、甲州から鈴木縫殿を鋳物師として、京都から小泉五郎七を釜師として呼び寄せたのが始まりである。
また、八戸藩領の九戸郡でも、十分な産出量の砂鉄を利用した鉄器があり、先に述べた偽金の製造はこの地方が主流であったという。もっとも、悪貨が良貨を駆逐し、その後の藩札乱発もあって激しい物価高となり一揆の原因ともなった。

## 八戸藩と七戸藩

### 八戸藩（八戸南部藩）
八戸藩は陸奥国三戸郡八戸（青森県八戸市内丸）に存在した南部氏族の藩である。前述の通り、将軍の裁定により成立した藩であるため支藩ではない。
寛文4年（1664年）に八戸藩が分立され、藩庁を八戸城においた。盛岡藩との関係については、独立した関係とされる。文化9年（1812年）、八戸藩の上屋敷が類焼した際に盛岡藩は財政支援を行っているが、盛岡藩主南部利敬は「八戸藩は独立した藩であり、心得違いがあってはならない」という趣旨の見解を示している。
領内人口は寛延2年（1749年）に7万1352人で(江戸時代の日本の人口統計#盛岡藩 （南部藩）参照)、領地の内訳は三戸郡41ヶ村、九戸郡38ヶ村、志和郡（現在の岩手県紫波郡）4ヶ村の計83ヶ村。志和は周囲を盛岡藩に囲まれた飛び地である一方、九戸郡内には周囲を八戸藩に囲まれた盛岡藩の飛び地があった。現在の八戸市域と比較すると、現在の八戸市市川町の一部分などは盛岡藩域に属している。貞享元年（1687年）に盛岡・八戸両藩の間で侍浜村・白前村と七崎村が領地の交換がされ、七崎村が八戸藩領に編入された。
藩庁である八戸城の一部は角御殿表門が市内南部会館の表門として移築され現存する。

### 七戸藩（盛岡新田藩）
別名、盛岡新田藩と言われる盛岡藩の支藩。元々は江戸幕府旗本寄合席の石高5,000石の旗本であったが、本家より加増を受けて成立したもの。定府（江戸住まい）大名であるが、南部信鄰が幼少の南部吉次郎利用を補佐する際には幕府の許可をもらって盛岡に下向し、本家藩政に参画した。
陸奥国北郡（現在の青森県上北郡七戸町周辺）に領地があったと言われるが、書面上のものであったとも言われる。藩主は定府であったが、戊辰戦争後の戦後処理の際、盛岡藩重臣の新渡戸傳によって1863年に分知が実施されたとする書類が提示され（書類が本物であるかについては不詳）、これに基づく実際の領地が確定し、藩主が七戸に下った。陣屋門が1棟移築され現存する。当初より七戸南部氏であったわけではなく、居所を七戸城とする分知大名の創設を幕府に願って認められて以後の呼称である。
七戸藩の江戸藩邸上屋敷は、江戸城半蔵門外（大手より10町。現在の「ふくおか会館（福岡県東京事務所）」（東京都千代田区麹町）附近）にあり、これは旗本時代以来からのものである。また、天保年間には青山五十人町に下屋敷を設けた。ちなみに江戸の菩提寺は宗藩と同じ。
なお、盛岡藩主となった南部重信が養嗣子となって継いでいた七戸を知行地とする一族家臣七戸氏の跡は、重信の子の1人英信が名跡を継ぎ、七戸氏を称した。またそれ以外の重信の子（七戸秀信・七戸定信・七戸愛信）も七戸を称している。七戸愛信は盛岡藩家老職を務めている。

## 幕末の領地

### 盛岡藩（幕末の領地）
- 陸奥国（陸奥国）
  - 二戸郡 - 68村（うち8村は斗南藩に編入）
  - 北郡
- 陸奥国（陸中国）
  - 岩手郡 - 85村
  - 稗貫郡 - 68村
  - 和賀郡 - 69村（うち52村は江刺県に編入）
  - 閉伊郡 - 138村（江刺県に編入）
  - 鹿角郡 - 70村（江刺県に編入）
  - 紫波郡のうち - 71村
  - 九戸郡のうち - 11村（江刺県に編入）
- 陸奥国（岩代国）
  - 伊達郡のうち - 8村（福島県に編入）
- 東蝦夷地（胆振国。いずれも開拓使直轄領に編入）
  - エトモ場所（室蘭郡の南東部）
  - ホロベツ場所（幌別郡）
  - アブタ場所の一部（虻田郡の南西部）

### 八戸藩（幕末の領地）
- 陸奥国
  - 三戸郡のうち - 67村
- 陸奥国（陸中国）
  - 九戸郡のうち - 48村
  - 紫波郡のうち - 4村

### 七戸藩（幕末の領地）
- 陸奥国
  - 北郡のうち - 35村